# Dorfkirche Altkünkendorf

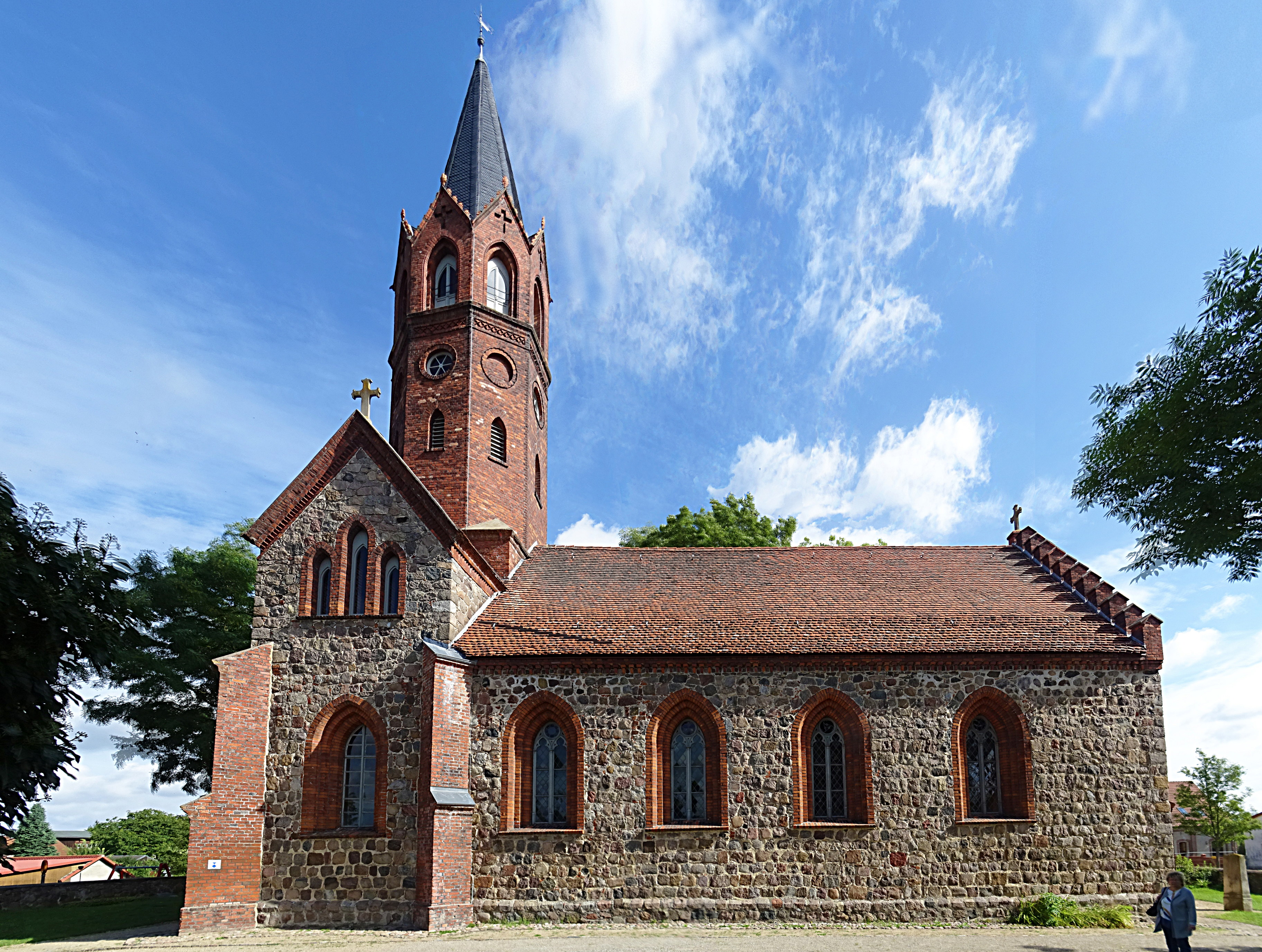
Dorfkirche Altkünkendorf

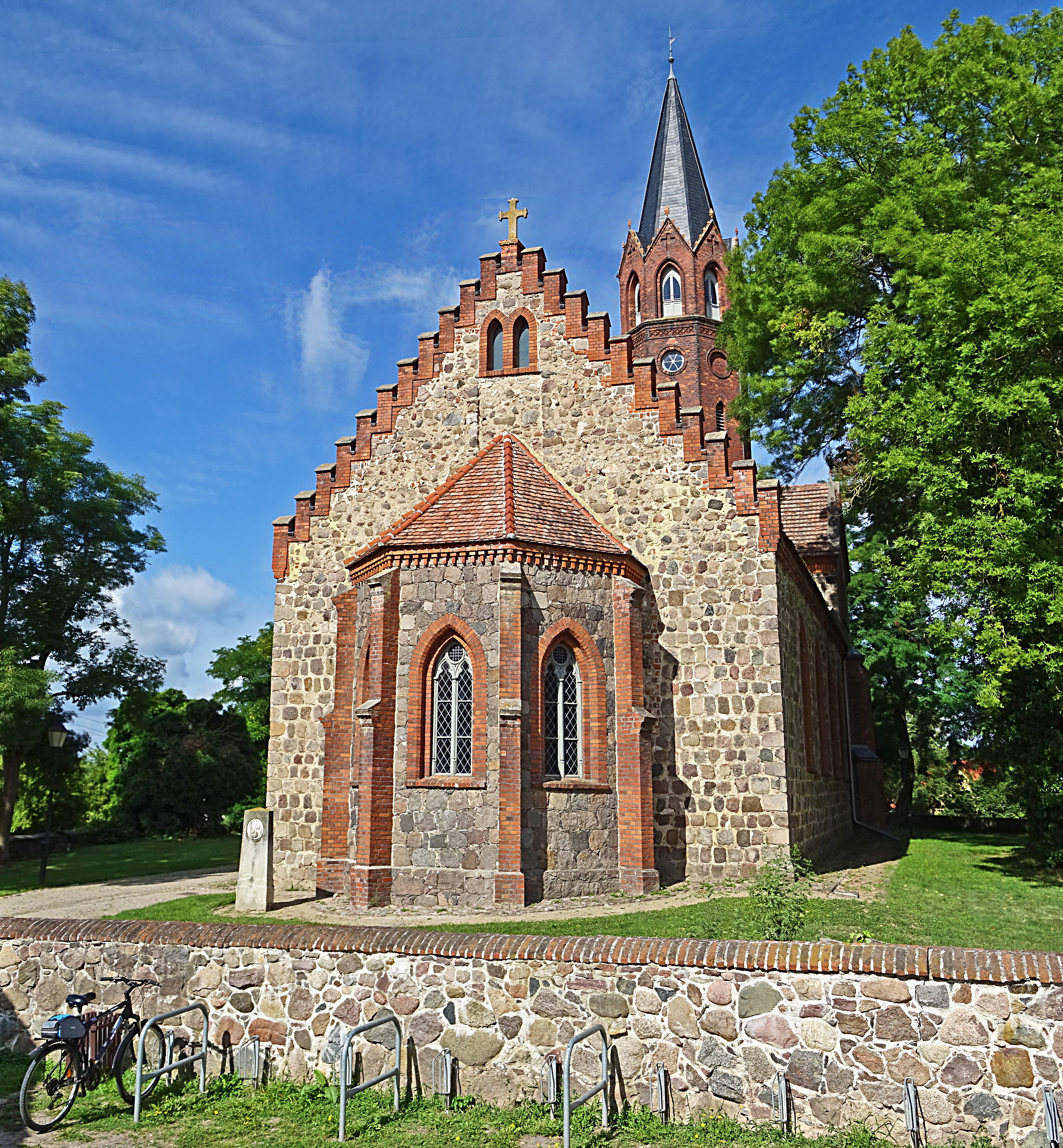
Ansicht von Osten

Die evangelische Dorfkirche Altkünkendorf ist eine Feldsteinkirche in Altkünkendorf, einem Ortsteil der Stadt Angermünde im Landkreis Uckermark im Land Brandenburg. Die Kirchengemeinde gehört zum Kirchenkreis Uckermark der Evangelischen Kirche Berlin-Brandenburg-schlesische Oberlausitz.

## Lage
Die Kreisstraße 7346 führt als Altkünkendorfer Straße von Osten kommend in westlicher Richtung durch den Ort. Westlich des Dorfangers zweigt sie nach Süden hin ab. Die Kirche steht nordöstlich dieser Kreuzung auf einem Grundstück, das nach Norden hin ansteigt und mit einer Mauer aus unbehauenen und nicht lagig geschichteten Feldsteinen eingefriedet ist.

## Geschichte
Altkünkendorf wurde 1287 erstmals urkundlich erwähnt. Der Förderverein der Dorfkirche gibt an, dass der Chor vermutlich zu dieser Zeit schon bestand. Das Brandenburgische Landesamt für Denkmalpflege und Archäologische Landesmuseum (BLDAM) gibt als Baudatum die Zeit „um 1300“ an. In der Mitte des 13. Jahrhunderts entstand nach Vermutungen des Fördervereins das Langhaus mit einem querrechteckigen Westturm, der vermutlich ein einfaches Satteldach trug. Um 1527 gab es noch keinen Hinweis auf einen Sakralbau, die Quellen berichteten erst um 1600 von einem Ausbau einer Kirche. Im Dreißigjährigen Krieg wurde das Bauwerk massiv beschädigt und der Ort fiel wüst. In den kommenden Jahrhunderten wechselte des Kirchenpatronat häufig. In der Mitte des 19. Jahrhunderts war der Ort im Besitz des Rittergutsbesitzers von Rohr. Er ließ von 1850 bis 1860 einen gotisierenden Umbau vornehmen. Dabei entstand auch der 34 Meter hohe Kirchturm, der vollständig aus Mauersteinen errichtet wurde. Die Fenster im Kirchenschiff und Chor wurden vergrößert und mit einer dreifachen Verblendung aus Mauersteinen eingefasst. Das Bauwerk erhielt eine neue Kirchenausstattung, im Jahr 1856 baute Friedrich Wilhelm Kaltschmidt eine Orgel ein. Im Jahr 1908 wurden ausweislich der Wetterfahne weitere Arbeiten durchgeführt, die bislang jedoch noch nicht dokumentiert werden konnten.
Im Zweiten Weltkrieg blieb das Bauwerk weitgehend unbeschädigt; allerdings fehlten in den folgenden Jahrzehnten die finanziellen Mittel, um eine in den 1950er Jahren begonnene Sanierung fortzuführen. In den Jahren 1987 und 1988 war das Bauwerk annähernd baufällig geworden, wurde aber 1988 dennoch unter Denkmalschutz gestellt.
Nach der Wende gründete sich im Jahr 1995 ein Förderverein, der sich seit dieser Zeit für das Bauwerk einsetzt. Von 1999 bis 2001 wurde die Kirche umfassend saniert; 2003 die Orgel. Dabei wurde die ursprüngliche Fassung des Bauwerks aus der Mitte des 19. Jahrhunderts wiederhergestellt und für die künftige neue Nutzung der Gemeinde mit einer Teeküche und einer Toilettenanlage versehen. Der Kirchturm ist seit 2019 als Aussichtsplattform nutzbar. Dem voraus gingen Proteste von Anwohnern, die sich in ihrer Privatsphäre gestört sahen.

## Baubeschreibung

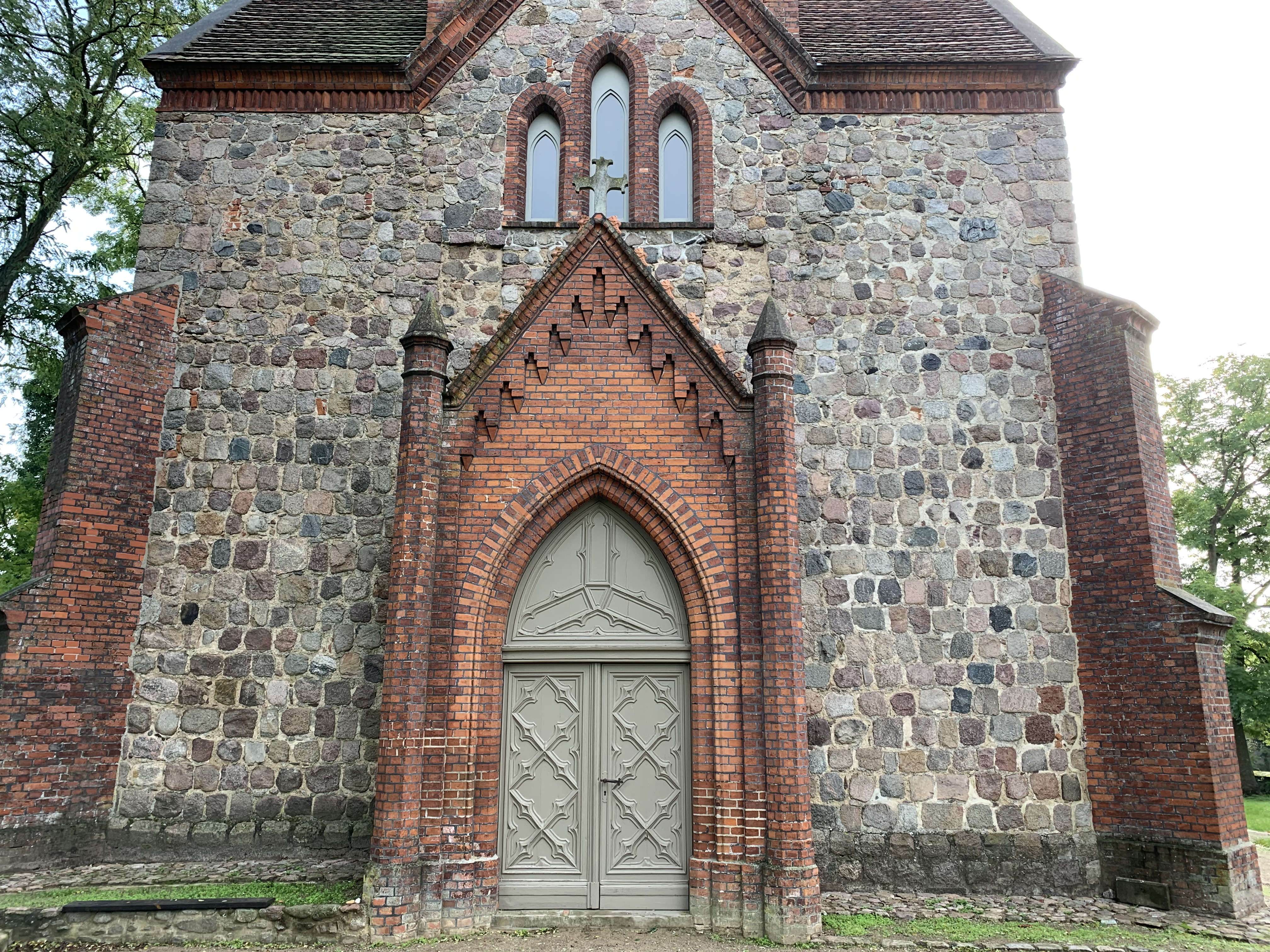
Westportal

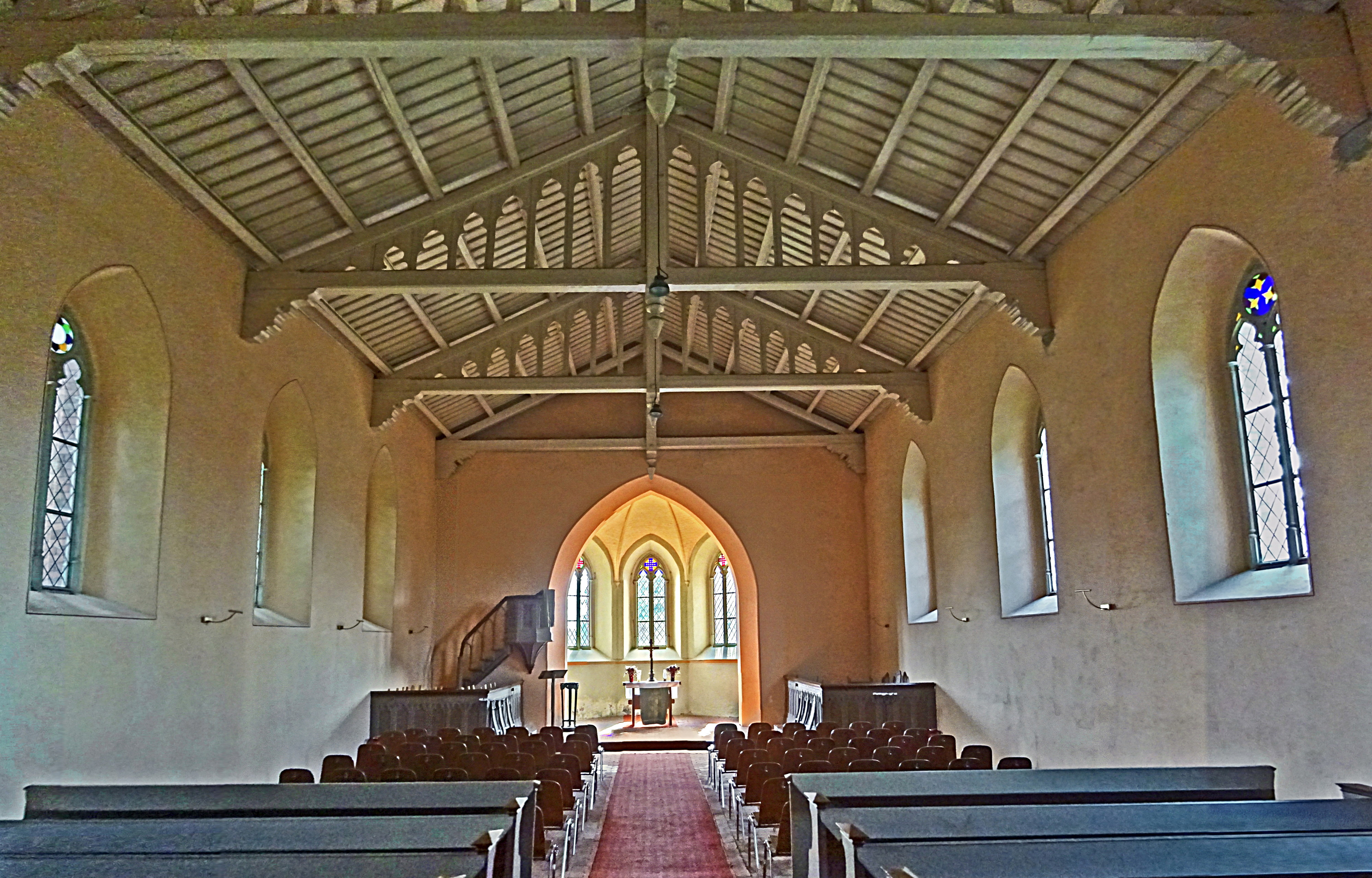
Innenansicht

Das Bauwerk entstand im Kern aus Feldsteinen, die sorgfältig behauen und lagig geschichtet wurden. Bei den An- und Umbauten kam meist Ziegelstein zum Einsatz. Der polygonale Chor ist stark eingezogen und besitzt einen Fünfachtelschluss, wobei die Nord- und Südseite stark verkürzt sind. Er erstand aus ebenfalls sorgfältig behauenen und lagig geschichteten Feldsteinen und besitzt an der Ost- sowie an der Nordost- und Südostseite je ein großes, spitzbogenförmiges und in Mauerstein eingefasstes Fenster mit einem zweiteiligen Maßwerkfenster mit Nonnenköpfen und einem darüberliegenden Ochsenauge. Die Ecken des Chors sind mit zweistufigen Strebepfeilern versehen, die aus Mauerstein errichtet wurden. An der Südwand ist eine schmale Pforte; am Übergang zum Dach ist ein nach unten geöffneter Fries.
Das Kirchenschiff hat einen rechteckigen Grundriss. Die Ostwand ist geschlossen, im mit Fialen verzierten Giebel sind zwei kleine, gekuppelte Spitzbogenfenster, darüber am Dachfirst ein kleines Kreuz. An der Nordseite befinden sich vier große und ebenfalls spitzbogenförmige Fenster, die in einem dreifach getreppten Gewände verbaut wurden. Die Südwand ist identisch aufgebaut.
Der querrechteckige Kirchturm nimmt die volle Breite des Schiffs auf. Er kann von Westen her durch einen kleinen Vorbau betreten werden. Dieser wurde aus Mauersteinen erstellt und ist mit zwei kleinen Säulen verziert, die in Fialen übergehen. Im Westen ist ein nach unten geöffneter Fries, der ein spitzbogenförmiges Portal einrahmt, in dem eine rechteckige Tür verbaut wurde. Die Ecken des Westturm wurden mit je einem breiten, ebenfalls zweifach getreppten Strebepfeiler stabilisiert. An der Westwand ist oberhalb des Vorbaus eine gestaffelte Dreifenstergruppe. In diesem Bereich wurden unbehauene Feldsteine genutzt, die nicht lagig geschichtet wurden. Die Nord- und Südseite des Kirchturms wird von einem quergestellten Anbau dominiert, der im unteren Bereich je ein weiteres Spitzbogenfenster aufweist. Oberhalb ist ein turmartiger Aufbau mit einer weiteren Dreifenstergruppe nach Norden bzw. Süden. Oberhalb des quergestellten Satteldachs erhebt sich der achteckige Turmschaft. Er wurde aus Mauersteinen errichtet und hat an jeder Seite zunächst eine kleine spitzbogenförmige Klangarkade. Darüber ist wahlweise eine kreisförmige Blende bzw. in den Himmelsrichtungen eine Turmuhr. Oberhalb ist eine kleine Aussichtsplattform, die durch spitzbogenförmige Öffnungen betreten werden kann. Der Turm schließt mit einem geknickten Turmhelm mit Turmkugel und Wetterfahne ab.

## Ausstattung

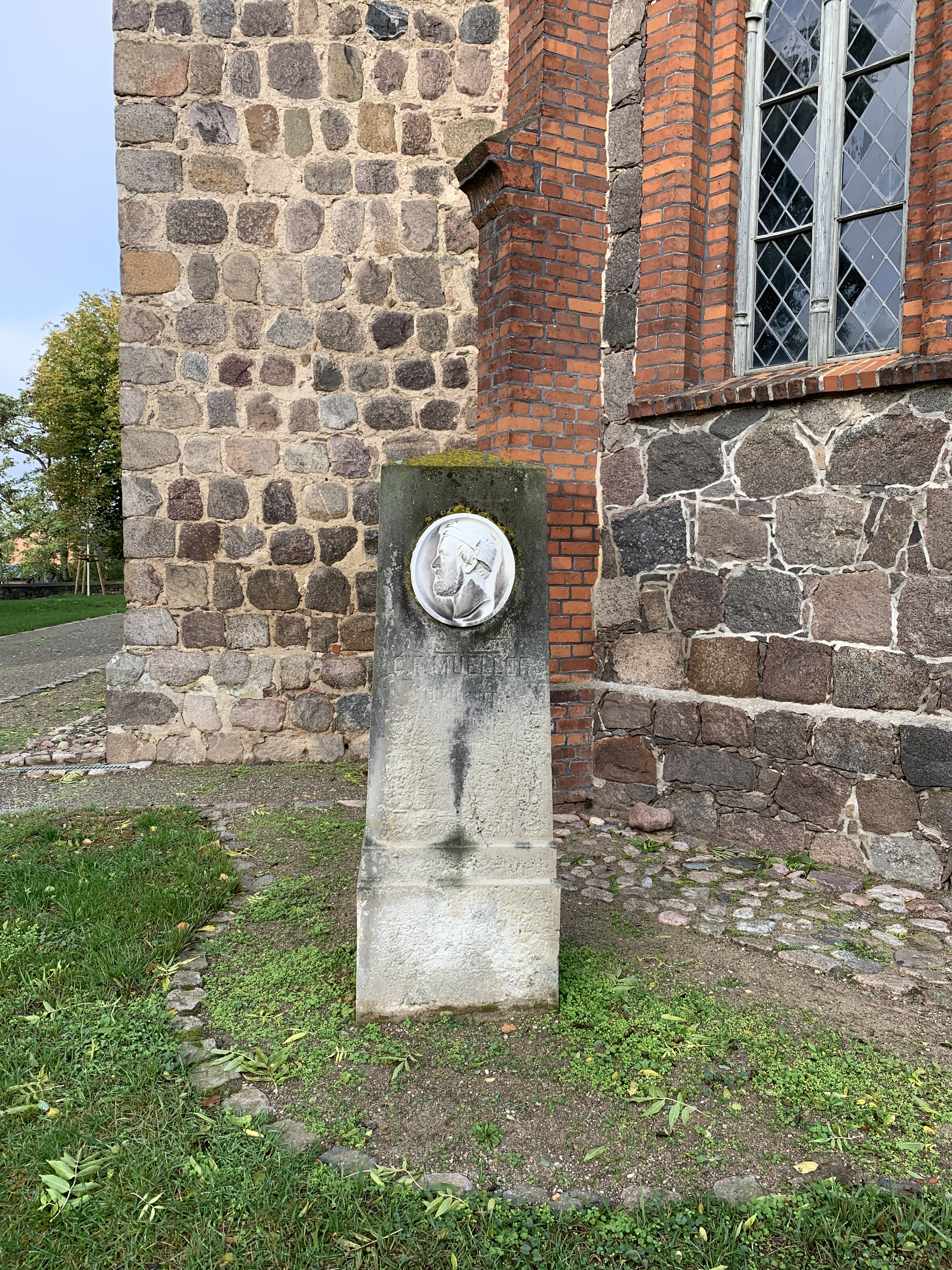
Grabstein C. F. Müller

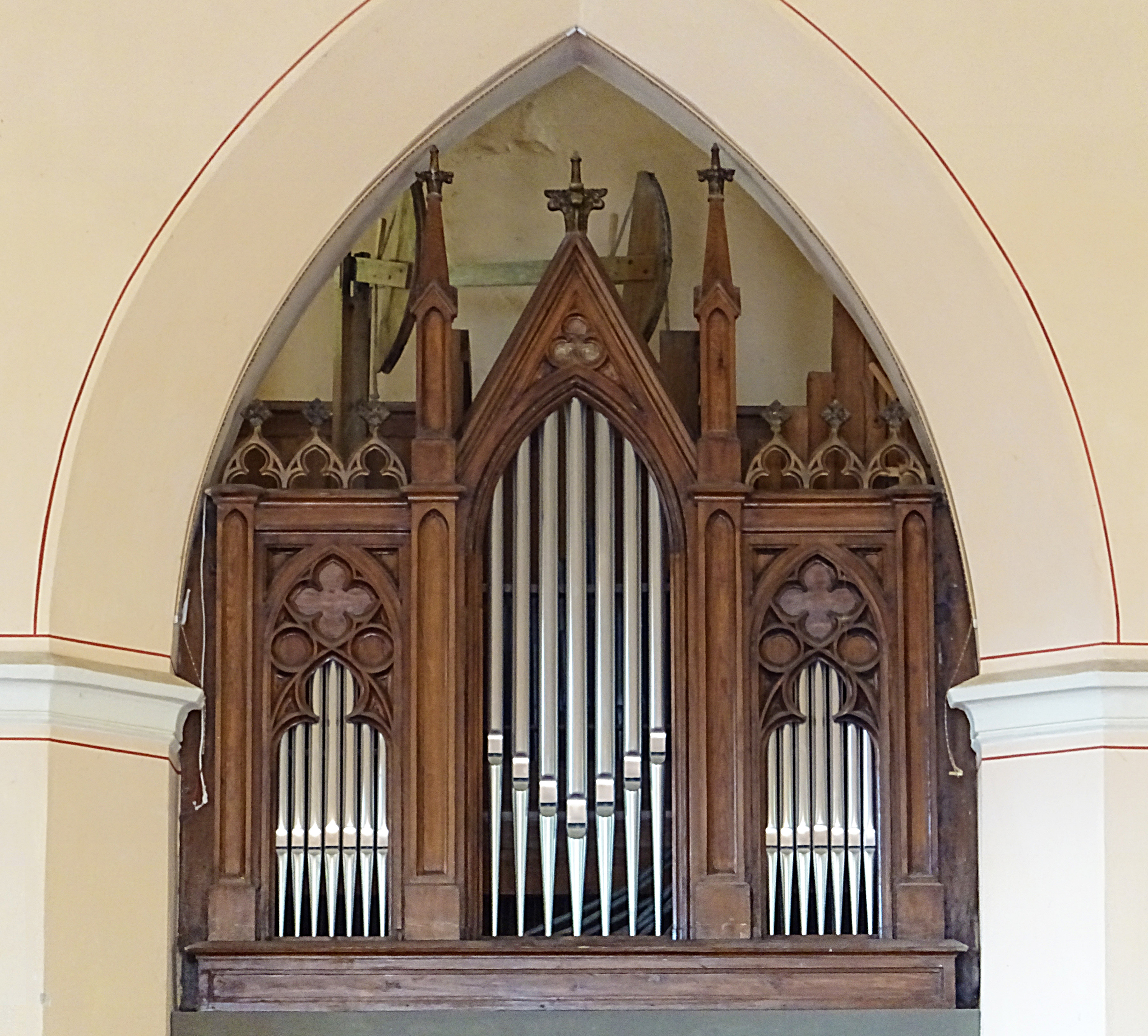
Orgelprospekt

Die Kirchenausstattung wie die hölzerne Kanzel und das Gestühl stammt mehrheitlich aus dem Umbau aus der Mitte des 19. Jahrhunderts. Die dreifüßige Fünte ist älter und wurde in der königlichen Eisengießerei zu Beginn des 19. Jahrhunderts hergestellt.
Der bis Ostern 2023 vorhandene Altar war lediglich ein schlichter und moderner Holztisch mit einem Kruzifix. Daher setzten sich der Förderverein Dorfkirche Altkünkendorf und der Förderkreis Alte Kirchen Berlin-Brandenburg für einen repräsentativen „Schöpfungsaltar“ ein und schrieben 2021 einen Wettbewerb unter dem Motto „Gottes Schöpfung bewahren“ aus. Die Jury entschied sich Ende 2021 für einen Entwurf der Münchner Künstlerin Sabine Straub, der einen sechseckigen Block darstellt und aus den Materialien Stampflehm, Erde, Kiesel und Sand besteht und fast eine Tonne schwer ist. Damit knüpfe sie, so die Jury, an die „unmittelbare Umgebung des Kirchenraums“ an. An Ostern 2023 wurde der neu geschaffene Altar im Rahmen eines Festgottesdienstes geweiht.
Auf einer Empore im Westturm steht die Kaltschmidt-Orgel von 1856, die 2003 saniert wurde. Im Turm hängt eine Glocke mit einem Durchmesser von 86 cm, die Joachim Knuppel im Jahr 1596 goss.
Südöstlich des Bauwerks steht ein Grabstein, der an den 1881 verstorbenen Altkünkendorfer Bildhauer C. F. Müller erinnert. Der am 22. Mai 1815 geborene Künstler plante eine Beteiligung an einer Weltausstellung in Paris. Nachdem er seinen Plan nicht realisieren konnte, wurde er „gemütskrank“ und verstarb.